# Pushmataha
|  | Aquest article tracta sobre el cap militar amerindi. Vegeu-ne altres significats a «Comtat de Pushmataha». |

Pushtamataha (Qui ha obtingut tots els honors de la seva raça), també conegut com a Pooshawattaha, Pooshamallaha, o Poosha Matthaw (Macon, Mississipi, 1764 - Washington DC, 1824) fou un cap militar de la nació ameríndia dels choctaw.
Tan sols amb 13 anys va participar en guerres contra els creek. El 1785 es va distingir militarment en una expedició contra els osage, cosa que li va valdre el nomenament de mingo (cap) d'Oklahannali, un dels tres districtes de la nació choctaw. El 1789 també participà en les lluites amb els caddo i destacà vers 1800 en enfrontaments contra els cherokees i tawakoni, cosa que li donà fama com a cap militar i orador eloqüent. Pel seu prestigi fou un dels negociadors choctaw en el tractat de Mount Dexter el 1805, sota la presidència de Thomas Jefferson.
El 1811 impedí que els choctaw s'unissin al cabdill rebel Tecumseh (cabdill shawnee), a qui acusà de tiranitzar la seva pròpia nació, els shawnee. Alhora intentà mantenir-se neutral en la guerra dels creek contra els Estats Units, però el 1813 s'uní a Andrew Jackson i lluità junt amb els estatunidencs en la Guerra de 1812 contra els britànics. Després de les guerres fou escollit cap suprem de la nació choctaw. S'oposà a l'entrada de missioners protestants al seu territori (vers el 1818), tot i que sí que acceptà la introducció de les noves tecnologies agràries dels occidentals.
Negocià els tractats del 24 d'octubre de 1816 i el tractat de Doak's Stand (1820), pel qual cedia terra ameríndia als Estats Units. El 1824 marxà a Washington juntament amb els caps Apuckshunubbee i Mosholatubbee per tal de negociar un nou tractat amb el president James Monroe. Allí s'entrevistà amb el marquès de La Fayette i es va fer un retrat amb uniforme militar dels EUA. Va morir-hi d'una infecció respiratòria el desembre del mateix any. Fou enterrat al Cementiri Congressional de Washington amb honors militars com a general de brigada de l'Exèrcit dels Estats Units.